# Балансирний вал

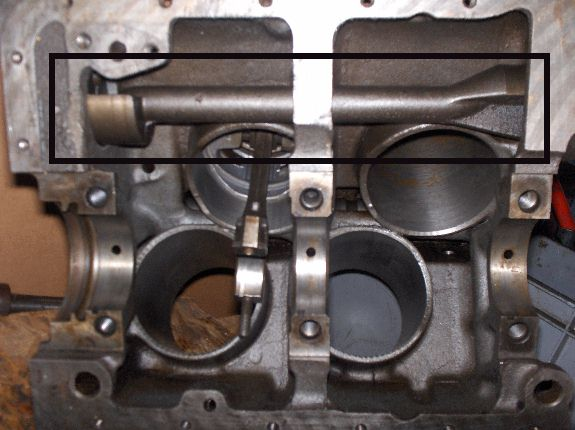
Балансирний вал двигуна Ford Taunus V4.

Балансирні вали використовуються в поршневих двигунах для зменшення вібрації шляхом нейтралізації незбалансованих динамічних сил. Вали контрбаланса мають ексцентричні ваги та обертаються в протилежному напрямку один до одного, що створює чисту вертикальну силу.
Балансирний вал був винайдений і запатентований британським інженером Фредеріком В. Ланчестером у 1907 році. Він найчастіше використовується в чотирирядних двигунах і двигунах V6, які використовуються в автомобілях і мотоциклах.

## Огляд

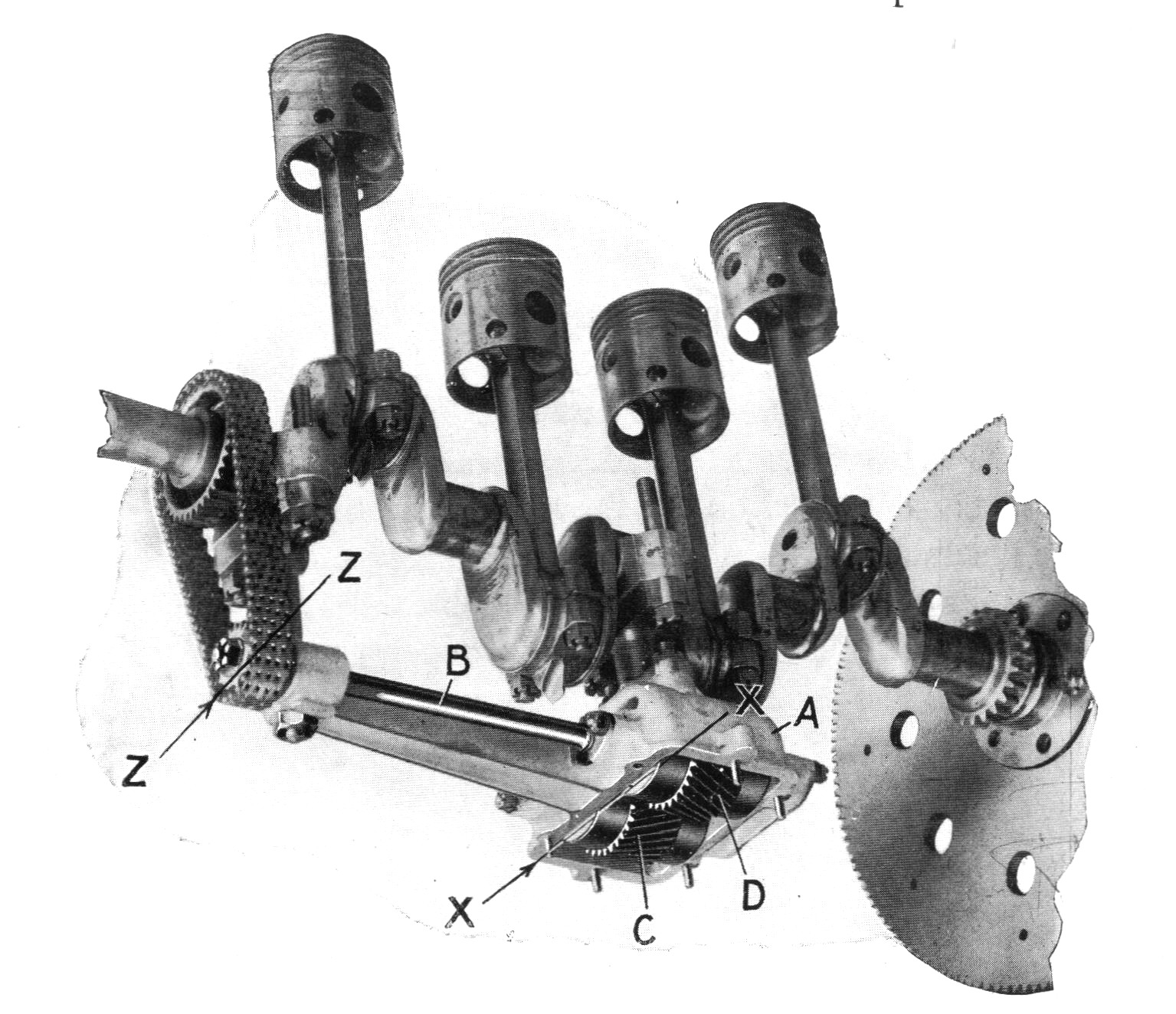
Вертикальний силовий балансир Ланчестера. Ексцентричні маси позначені буквами «C» і «D».

Принцип роботи системи балансирного вала полягає в тому, що два вали з однаковими ексцентричними вагами обертаються в протилежних напрямках із подвійною швидкістю двигуна. Фазування валів таке, що відцентрові сили, створювані вагами, скасовують вертикальні сили другого порядку (при подвоєних обертах двигуна), створювані двигуном. Горизонтальні сили, створювані балансирними валами, рівні та протилежні, а тому компенсують одна одну.
Балансирні вали не зменшують вібрацію, яку відчуває колінчастий вал .

## Застосування

### Двоциліндрові двигуни
Численні мотоциклетні двигуни, особливо рядні здвоєні двигуни, мають системи балансувального вала, наприклад, двигуни Yamaha TRX850 і Yamaha TDM850 мають колінчастий вал на 270° із балансирним валом. Альтернативний підхід, застосовуваний у BMW GS paralelno-twin, полягає у використанні «фіктивного» шатуна, який переміщує шарнірну противагу.

### Чотирициліндрові двигуни

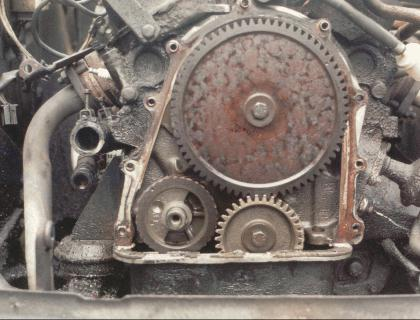
ГРМ двигуна Ford Taunus V4. Балансирний вал відходить від малої шестерні ліворуч (велика шестерня призначена для розподільного вала, змушуючи його обертатися з половиною швидкості колінчастого вала).

Балансувальні вали часто використовуються в чотирирядних двигунах, щоб зменшити вібрацію другого порядку (вертикальна сила, що коливається з подвійною частотою обертання двигуна), яка притаманна конструкції типового чотирирядного двигуна. Ця вібрація виникає через те, що рух шатунів у чотирирядному двигуні з рівномірним запалюванням не є симетричним протягом обертання колінчастого вала; таким чином, протягом заданого періоду обертання колінчастого вала, низхідний і висхідний поршні не завжди повністю протилежні у своєму прискоренні, породжуючи сумарну вертикальну силу двічі за кожен оберт (яка квадратично зростає з обертами на хвилину).
У чотирициліндровому двигуні сили компенсуються поршнями, що рухаються в протилежних напрямках. Тому балансувальні вали не потрібні в чотирициліндрових двигунах.

### П'ятициліндрові двигуни
Балансувальні вали також використовуються в рядних п’ятициліндрових двигунах, таких як GM Vortec 3700.

### Шестициліндрові двигуни
У рядному шестициліндровому двигуні та шестициліндровому двигуні сили гойдання природно збалансовані, тому балансувальні вали не потрібні.

### Восьмициліндрові двигуни
Прикладом є двигун Mercedes-Benz OM629 і Volvo B8444S.

## Дивись також
- Баланс двигуна